# Dagashi kashi
Dagashi kashi (だがしかし? lett. "Caramelle dolci economiche" o "Tuttavia") è un manga scritto e disegnato da Kotoyama, serializzato su Weekly Shōnen Sunday di Shogakukan dal 25 giugno 2014 all'11 aprile 2018. Una light novel, basata sulla serie e sottotitolata Mō hitotsu no natsuyasumi (もうひとつの夏休み?), è stata pubblicata sotto l'etichetta Gagaga Bunko il 18 dicembre 2015. Un adattamento anime, prodotto da Feel, è stato trasmesso in Giappone tra il 7 gennaio e il 31 marzo 2016. In Italia i diritti del manga sono stati acquistati da J-Pop, che lo ha pubblicato dal 15 marzo 2017 al 7 novembre 2018.

## Trama
Yō Shikada vive nel paesino di campagna di Kakeoka, dove gestisce un negozio di caramelle. Suo figlio, Kokonotsu, piuttosto che ereditare la gestione del negozio come il padre si aspetta, intende diventare un mangaka, e niente sembra fargli cambiare idea. Durante un assolato giorno d'estate, però, arriva Hotaru Shidare, una ragazza eccentrica e amante dei dolci, che intende assumere Yō per mettere a frutto la sua rinomata esperienza nel settore presso la Shidare Company, un'azienda dolciaria molto nota. Questi, per accettare, pone un'unica condizione: che Hotaru convinca Kokonotsu a succedergli come titolare del negozio di famiglia.

## Personaggi
Kokonotsu Shikada (鹿田 ココノツ?, Shikada Kokonotsu)
Doppiato da: Atsushi Abe
Un ragazzo molto abile a disegnare e che sogna di diventare un mangaka, ma che tuttavia deve sopportare le insistenze del padre che cerca in tutti modi di convincerlo ad ereditare l'attività di famiglia: un negozio di caramelle. Spesso si lascia coinvolgere dalle stramberie di Hotaru ed è molto amico di To e Saya. Viene soprannominato Kokonatsu (ココナツ? lett. "Noce di Cocco"). Il suo nome è la pronuncia Kun'yomi del numero giapponese 九, Kokonotsu (こ こ の つ?,  Nono), un gioco di parole che si riferisce a lui come alla nona generazione della famiglia che gestirà il negozio.
Hotaru Shidare (枝垂 ほたる?, Shidare Hotaru)
Doppiata da: Ayana Taketatsu
La stravagante e prorompente figlia degli Shidare, proprietari di una famosa azienda di dolciumi. Ha una sfrenata passione nei confronti di snack e dolci, adora provarne di nuovi e sperimentare combinazioni sempre nuove ed è solita lanicare delle sfide a Kokonotsu, considerato da lei un suo rivale. Cerca in tutti i modi di convincere Kokonotsu ad ereditare l'attività di famiglia in modo da unirla all'azienda degli Shidare.
Yō Shikada (鹿田 ヨウ?, Shikada Yō)
Doppiato da: Keiji Fujiwara
Il padre di Kokonotsu e proprietario del negozio di caramelle. Cerca in tutti i modi di convincere il figlio ad ereditare la sua attività, senza successo. Per arrotondare le entrate del negozio lavora anche in una piscina. Come suo figlio, il suo nome è una pronuncia Kun'yomi del numero giapponese 八, Yō (ヨ ウ?, Ottavo), un gioco di parole riguardante la sua generazione di negoziante.
Tō Endō (遠藤 豆?, Endō Tō)
Doppiato da: Tatsuhisa Suzuki
Il fratello di Saya e amico di Kokonotsu. Lavora con lei nella caffetteria di famiglia limitandosi però a sgomberare i tavoli. Rimane affascinato da Hotaru dopo averla vista la prima volta a causa del suo fisico e non perde occasione per fare fantasie su di lei.
Saya Endō (遠藤 サヤ?, Endō Saya)
Doppiata da: Manami Numakura
La sorella di To e amica di Kokonotsu. Una bella ragazza che va molto d'accordo con Hotaru e sembra provare dei sentimenti nei confronti di Kokonotsu, che conosce fin da quando erano bambini. Gestisce la caffetteria Endo e spesso si lascia coinvolgere da Hotaru, nonostante non apprezzi particolarmente i dolciumi. Col proseguire della storia batte involontariamente Hotaru a menko e più avanti si rivela sorprendentemente abile nel giocare con i kendama.
Beniyutaka Shidare (枝垂 紅豊?, Shidare Beniyutaka)
Doppiato da: Tomokazu Sugita
Manager del konbini che apre in concorrenza al Shikada Dagashi nella seconda stagione, nonché fan sfegatato della sua tipologia di negozio. Si presenta inizialmente col nome Yutaka Beni, ma alla fine si scoprirà essere il fratello maggiore di Hotaru.
Hajime Owari (尾張 ハジメ?, Owari Hajime)
Doppiata da: Chinatsu Akasaki
Giovane donna con buone potenzialità ma problemi sociali e caratteriali, problemi che le fanno lasciare gli studi prima e le creano problemi a mantenersi un lavoro poi. Come ultima spiaggia, finisce per lavorare al Shikada Dagashi in cambio di vitto e alloggio. Ha dimestichezza col web design, con la chimica ed esperienza sulla lavorazione di manga (inchiostrazione). Il suono del nome può intendersi come "Inizio"  (はじめ?, Hajime) e "Fine"  (終わり?, Owari), quindi contenere un gioco di parole (al limite, "l'Inizio e la Fine, l'Alpha e l'Omega" di biblica memoria).

## Media

### Manga

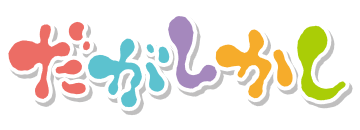
Logo della serie

La serie, scritta e disegnata da Kotoyama, è stato serializzato sulla rivista Weekly Shōnen Sunday di Shogakukan tra il 25 giugno 2014 e l'11 aprile 2018. I vari capitoli sono stati raccolti in undici volumi tankōbon, pubblicati tra il 18 settembre 2014 e il 16 maggio 2018. In Italia la serie è stata annunciata al Lucca Comics & Games 2016 da J-Pop e pubblicata da marzo 2017 a novembre 2018
.

#### Volumi
| Nº | Data di prima pubblicazione                                 | Data di prima pubblicazione                                                 | Data di prima pubblicazione | Data di prima pubblicazione |
| Nº | Giapponese                                                  | Giapponese                                                                  | Italiano                    | Italiano                    |
| -- | ----------------------------------------------------------- | --------------------------------------------------------------------------- | --------------------------- | --------------------------- |
| 1  | 18 settembre 2014                                           | ISBN 978-4-09-125125-1                                                      | 15 marzo 2017               | ISBN 978-88-6883-937-6      |
| 2  | 18 marzo 2015                                               | ISBN 978-4-09-125399-6                                                      | 17 maggio 2017              | ISBN 978-88-3275-011-9      |
| 3  | 16 ottobre 2015                                             | ISBN 978-4-09-126210-3                                                      | 12 luglio 2017              | ISBN 978-88-3275-012-6      |
| 4  | 18 dicembre 2015 (ed. regolare & limitata)                  | ISBN 978-4-09-126570-8 (ed. regolare) ISBN 978-4-09-159222-4 (ed. limitata) | 21 settembre 2017           | ISBN 978-88-3275-157-4      |
| 5  | 18 maggio 2016 (ed. regolare & limitata)                    | ISBN 978-4-09-127160-0 (ed. regolare) ISBN 978-4-09-159231-6 (ed. limitata) | 15 novembre 2017            | ISBN 978-88-3275-158-1      |
| 6  | 18 ottobre 2016                                             | ISBN 978-4-09-127408-3                                                      | 17 gennaio 2018             | ISBN 978-88-3275-159-8      |
| 7  | 17 marzo 2017                                               | ISBN 978-4-09-127513-4                                                      | 21 marzo 2018               | ISBN 978-88-3275-160-4      |
| 8  | 10 agosto 2017                                              | ISBN 978-4-09-127681-0                                                      | 17 maggio 2018              | ISBN 978-88-3275-421-6      |
| 9  | 18 dicembre 2017                                            | ISBN 978-4-09-127882-1                                                      | 11 luglio 2018              | ISBN 978-88-3275-477-3      |
| 10 | 16 febbraio 2018                                            | ISBN 978-4-09-128083-1                                                      | 10 ottobre 2018             | ISBN 978-88-3275-549-7      |
| 11 | 18 maggio 2018 (ed. regolare) 16 maggio 2018 (ed. limitata) | ISBN 978-4-09-128247-7 (ed. regolare) ISBN 978-4-09-943012-2 (ed. limitata) | 7 novembre 2018             | ISBN 978-88-3275-596-1      |

### Light Novel
Dalla serie è stata tratta una light novel intitolata Dagashi Kashi: Mō Hitotsu no Natsu Yasumi, scritta e illustrata da Manta Aisora. La serie è stata pubblicata in un singolo volume da Shōgakukan sotto l'etichetta editoriale Gagaga Bunko il 18 dicembre 2015.

### Anime
Annunciato il 23 settembre 2015 sul numero 43 del Weekly Shōnen Sunday di Shogakukan, un adattamento anime, prodotto da Feel e diretto da Shigehito Takayanagi, è andato in onda dal 7 gennaio al 31 marzo 2016. Le sigle di apertura e chiusura sono rispettivamente Checkmate!? (lett. "Scacco matto!?") di Michi ed Hey! Calorie Queen (lett. "Ehi! Regina delle calorie") di Ayana Taketatsu. In America del Nord i diritti sono stati acquistati da Funimation. Una seconda stagione è stata annunciata sul Weekly Shōnen Sunday il 9 agosto 2017 per il 2018.

#### Episodi
| Nº               | Titolo italiano (traduzione letterale) Giapponese 「Kanji」 - Rōmaji | In onda          | In onda |
| Nº               | Titolo italiano (traduzione letterale) Giapponese 「Kanji」 - Rōmaji | Giapponese       |         |
| Prima stagione   | |                  |         |
| 1                | Umaibō e patatine fritte… 「うまい棒とポテフと…」 - Umaibō to potefu to…Caramelle al caffellatte e young donuts… 「コーヒー牛乳キャンディとヤングドーナツと…」 - Kōhī gyūnyū kyandi to yangu dōnatsu to…                                                                                    | 7 gennaio 2016   |         |
| 2                | Kinakobō e birra namaiki… 「きなこ棒と生いきビールと…」 - Kinakobō to namaiki bīru to…Fue ramune e menko… 「笛ラムネとめんこと…」 - Fue ramune to menko… | 14 gennaio 2016  |         |
| 3                | Butamen e gelatina kurukuru bō… 「ブタメンとくるくるぼーゼリーと…」 - Butamen to kurukuru bō zerī to…Bontan-ame e seven neon… 「ボンタンアメとセブンネオンと…」 - Bontan-ame to sebun neon to…                                                                                              | 21 gennaio 2016  |         |
| 4                | Fugashi e fugashi… 「ふがしとふがしと…」 - Fugashi to fugashi to…Glico e glico… 「グリコとグリコと…」 - Guriko to guriko… | 28 gennaio 2016  |         |
| 5                | Bin ramune e baby star ramen… 「ビンラムネとベビースターラーメンと…」 - Bin ramune to bebī sutā rāmen to…Yatta men e attenzione all'uva acerba!… 「ヤッターめんとすっぱいぶどうにご用心!と…」 - Yattā men to suppai budō ni goyōshin! to…                                                   | 4 febbraio 2016  |         |
| 6                | Chō himo Q, ohajiki e… a volte maken gumi 「超ひもQとおはじきと…ときどきまけんグミ」 - Chō himo Q to ohajiki to… tokidoki maken gumiYoguretto e noci di cocco… 「ヨーグレットとココナツと…」 - Yōguretto to kokonattsu to…                                                                  | 18 febbraio 2016 |         |
| 7                | Il festival estivo e Hotaru… 「夏祭りとほたると…」 - Natsu matsuri to Hotaru to…Il festival estivo e Saya… 「夏祭りとサヤと…」 - Natsu matsuri to saya to… | 25 febbraio 2016 |         |
| 8                | Le gomme delle storie super spaventose e i tifoni… 「超怖い話ガムと台風と…」 - Chō kowai hanashi gamu to taifū to…Il kendama e il cioccolato della fortuna con l'involucro di bolla… 「けん玉とプチプチ占いチョコと…」 - Kendama to puchi puchi uranai choko to…                            | 3 marzo 2016     |         |
| 9                | Watapachi e unchoko… 「わたパチとうんチョコと…」 - Watapachi to unchoko to…Sakura daikon e gelato all'uovo… 「さくら大根と卵アイスと…」 - Sakura daikon to tamago aisu to… | 10 marzo 2016    |         |
| 10               | Sono caramelle, quelle! 「駄菓子じゃねえか！」 - Dagashi janee ka! | 17 marzo 2016    |         |
| 11               | Gomme alla cola e ioduro… 「コーラガムとヨウと…」 - Kōra gamu to yō to…Miyako konbu e ramune… 「都こんぶとラムネと…」 - Tokonbu to ramune to… | 24 marzo 2016    |         |
| 12               | Il giorno in cui si mangia e la poesia delle ciliegie… 「食べるんですHiとさくらんぼの詩と…」 - Taberun desu hi to sakuranbo no uta to…Morinaga Milk Caramel e Sakuma-shiki drops… 「森永ミルクキャラメルとサクマ式ドロップスと…」 - Morinaga Miruku Kyarameru to Sakuma-shiki doroppusu to… | 31 marzo 2016    |         |
| Seconda stagione | |                  |         |
| 1                | Gran fetta e peperoncino e... 「ビッグカッツとペペロンチーノと...」 - Biggukattsu to peperonchīno to... | 12 gennaio 2018  |         |
| 2                | Gomma baseball da tavolo e Barca Puf Puf e... 「野球盤ガムとポンポン船と...」 - Yakyū-ban gamu to ponponsen to... | 19 gennaio 2018  |         |
| 3                | Beigoma e Reminiscenza e... 「ベゴマと追憶と...」 - Begoma to tsuioku to... | 26 gennaio 2018  |         |
| 4                | Barretta Homerun e Festival dei fuochi d'artificio e... 「ホームランバーと花火大会と...」 - Hōmuranbā to hanabi taikai to... | 2 febbraio 2018  |         |
| 5                | Ambulanza e Datti una mossa, pesce lesso e... 「救急車とタラタラしてんじゃね～よと…」 - Kyūkyūsha to taratara shi tenja ne yo to... | 9 febbraio 2018  |         |
| 6                | Mercatosuper e Rivista di annunci di lavoro e... 「ビニコンと求人情報誌と...」 - Binikon to kyūjin jōhō-shi to... | 16 febbraio 2018 |         |
| 7                | Hajime Owari e Cioccoball e... 「尾張ハジメとチョコボールと…」 - Owari Hajime to chokobōru to... | 23 febbraio 2018 |         |
| 8                | Roll Candy e Cioccolata High Eight e... 「ロールキャンディとハイエイトチョコと…」 - Rōrenkyandi to haieichokoko to... | 2 marzo 2018     |         |
| 9                | Internet e SuperBall e... 「インターネッツとスーパーボールと…」 - Intānettsu to sūpābōru to… | 9 marzo 2018     |         |
| 10               | Calamari Monjiro e Manoscritto Manga e... 「紋次郎いかと漫画原稿と…」 - Monjirō ito manga genkō to... | 16 marzo 2018    |         |
| 11               | Stecco vincente di Barretta Homerun e Neve e... 「ホームランバーの当たリ棒と雪と…」 - Hōmuranbā no atari bō to yuki to... | 23 marzo 2018    |         |
| 12               | Sono tornata e Bentornata e... 「ただいまとおかえりと…」 - Tadaima to okaeri to… | 30 marzo 2018    |         |

## Accoglienza

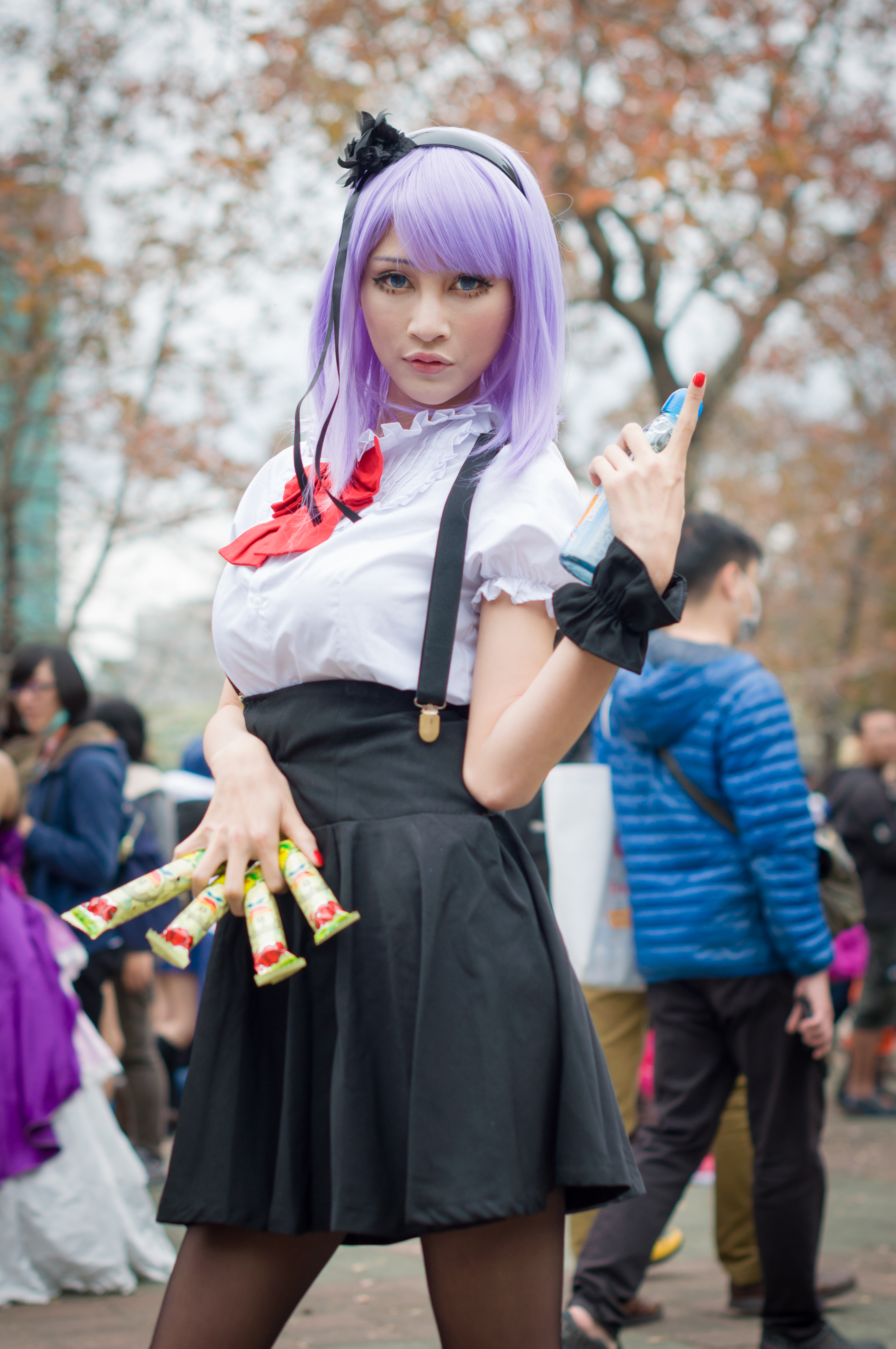
Cosplayer di Hotaru Shidare

La serie è stata nominata al quarantunesimo Premio Kodansha per i manga nella categoria shōnen.